# 다이도지
다이도지(일본어: 大道寺 대도사[*])는 오늘날의 야마구치현 야마구치시 가나코소초에 소재했던 것으로 추정되는 사원이다. 스오국의 전국다이묘 오우치 요시타카가 폐찰이 된 다이도지를 프란시스코 하비에르에게 하사하여 남만사가 되었고, 천주교 포교의 거점이 되었다. 이것이 일본 최초의 기독교 교회당이다. 일본 최초의 크리스마스 행사도 여기서 열렸다.
1551년 4월, 교토가 황폐화되어 실망한 하비에르가 야마구치로 내려가서 오우치 요시타카를 배알하고 기독교 포교를 허가받았다. 요시타카는 하비에르에게 거주하라고 폐찰을 내주었다. 같은 해 9월 하비에르가 야마구치를 떠난 사이 다이네이지의 변이 일어나 요시타카는 스에 하루카타에게 시해당한다. 하루타카는 큐슈의 오토모 소린의 동생 요시나가를 영입해서 오우치씨의 후계로 옹립했다. 요시나가는 하비에르와 안면이 있었고, 기독교에 대한 이해가 있었다. 하비에르의 후임 코스메 데 토레스는 1552년 요시나가를 배알하고, 오늘날 다이도지 창건재허장이라 불리는, 기독교 포교와 포교소 건설을 허가하는 증서를 받았다. 이후 1555년 다이도지 개축이 완료되어 선교사들의 주거지 겸 포교 거점이 되었다.
1556년, 오우치씨의 가신인 스기씨와 나이토씨가 항쟁하여 발생한 화재로 다이도지가 소실되었다. 1557년 오우치씨가 멸망하고 토레스도 떠나면서 교회로서 활동이 종료되었다. 이후 기독교 금지의 시대로 접어들면서 다이도지의 정확한 위치는 알 수 없게 되었으나, 막말에 일본을 방문한 아이메 빌리용 신부가 터를 추정해서 그 자리에 하비에르 기념공원을 세웠다.
다이도지의 실제 위치는 아직도 의문이 많다. 하비에르가 처음 수령한 폐찰의 이름이 다이도지였는지, 폐찰을 토레스가 중건한 뒤에 다이도지라는 이름이 붙은 것인지도 불확정이다. 빌리용이 위치를 추정한 근거가 된 『야마구치 고도』(山口古図)에도 의문이 있어서, 1998년 발굴조사 때도 장소를 특정하지 못했다. 종합적으로 볼 때 하비에르 기념공원 부지 밖일 가능성이 높다고 알려져 있다.